# ني كن (بهمئي غرمسيري الجنوبي)
ني کن (بالفارسية: نی کن) هي قرية تقع في إيران في قسم بهمئي غرمسیري الجنوبي الريفي. يقدر عدد سكانها بـ 52 نسمة بحسب إحصاء 2016.